# Phaonia aurata
Phaonia aurata är en tvåvingeart som beskrevs av Zinovjev 1992. Phaonia aurata ingår i släktet Phaonia och familjen husflugor. Inga underarter finns listade i Catalogue of Life.